# Gare de Lunéville
Gare de Lunéville – stacja kolejowa w Lunéville, w departamencie Meurthe i Mozela, w regionie Grand Est, we Francji.
Jest to stacja SNCF obsługiwana przez pociągi TGV Est z czasem jazdy 1 h 55 do stacji Paris-Est, a także do Nancy i Saint-Dié-des-Vosges. Jest również obsługiwana przez pociągi TER Lorraine, które zapewniają szybkie połączenia z wieloma miastami w regionie.

## Historia
Stacja została wybudowana w 1852 roku. Linia Luneville-Strasburg została zelektryfikowana w 1960 roku.